# Der ganz normale Wahnsinn – Working Mum
Der ganz normale Wahnsinn – Working Mum  (Originaltitel: I Don’t Know How She Does It) ist eine US-amerikanische Komödie des Regisseurs Douglas McGrath aus dem Jahr 2011. Der Film basiert auf dem Buch Working Mom von Allison Pearson. Premiere in Deutschland feierte der Film am 17. November 2011.

## Handlung
Kate Reddy arbeitet für ein Bostoner Finanzunternehmen. Sie ist Mutter eines Sohns und einer Tochter und mit dem arbeitslosen Architekten Richard verheiratet. Trotz dieser Doppelbelastung in Familie und Beruf bekommt sie beide Welten, wenn auch etwas chaotisch, doch unter einen Hut. Als Kate ein großes Projekt übertragen wird, was von ihr eine Vielzahl zusätzlicher Reisen erfordert, und es bei ihrem Mann beruflich ebenfalls bergauf geht, gerät das bisher bewährte System aus den Fugen. Zusätzlich macht Kates neuer Geschäftspartner, Jack Abelhammer, ihr Avancen, wohingegen keine Zeit für gemeinsame Momente mit ihrem Mann bleiben.

## Hintergrund
Bei Produktionskosten von ca. 24 Mio. US-Dollar spielte der Film weltweit ca. 30,5 Mio. US-Dollar ein.
Sarah Jessica Parker und Pierce Brosnan spielten bereits in Mars Attacks zusammen.

## Rezension
Der Film erhielt eher schlechte Kritiken. Bei Rotten Tomatoes erhält der Film lediglich 17 %, basierend auf 109 Kritiken mit einer durchschnittlichen Bewertung von 4/10. Stefan Jung kritisiert, dass, im Gegensatz zum Buch, im Film nur seichte Klischees übrig geblieben sein. Die Filmzeitschrift Cinema urteilt: „Romanze mit vielen Gesten und nur wenig Geist.“
Das Lexikon des internationalen Films meinte: „Sympathische, inszenatorisch etwas behäbige Beziehungskomödie, die mit einigen vorwitzigen Spitzen, ansonsten aber eher handzahm und betont „romantisch“ das wichtige Thema der Geschlechterrollenverteilung angeht.“

„Wie Sarah Jessica Parker als neurotisches Muttertier beim Austarieren ihrer Work-Life-Balance von einem Slapstick-Fettnäpfchen ins andere tappt, weiß durchaus zu unterhalten. An der Lebensrealität berufstätiger Mütter kalauert der Film aber vorbei. — »Zeitweise amüsant, aber kein bisschen lebensnah«“

## Auszeichnungen
Sarah Jessica Parker wurde als schlechteste Darstellerin 2012 für die Goldene Himbeere nominiert.

## Synchronisation
Die Synchronisation wurde von Scalamedia GmbH in Berlin unter der Regie von Katrin Fröhlich durchgeführt, wofür Tobias Neumann das Dialogbuch verfasste.
| Darsteller           | Synchronstimme           | Rolle             |
| -------------------- | ------------------------ | ----------------- |
| Sarah Jessica Parker | Irina von Bentheim       | Kate Reddy        |
| Pierce Brosnan       | Frank Glaubrecht         | Jack Abelhammer   |
| Greg Kinnear         | Bernd Vollbrecht         | Richard Reddy     |
| Christina Hendricks  | Anna Carlsson            | Allison Henderson |
| Seth Meyers          | Timmo Niesner            | Chris Bunce       |
| Kelsey Grammer       | Frank-Otto Schenk        | Clark Cooper      |
| Emma Rayne Lyle      | Celina Gaschina          | Emily Reddy       |
| Mark Blum            | Reinhard Kuhnert         | Lew Reddy         |
| Jane Curtin          | Kerstin Sanders-Dornseif | Marla Reddy       |
| Olivia Munn          | Katrin Fröhlich          | Momo Hahn         |
| Jessica Szohr        | Tanya Kahana             | Paula             |
| Busy Philipps        | Katrin Zimmermann        | Wendy Best        |